# Crest
 Crest  es una población y comuna francesa, en la región de Ródano-Alpes, departamento de Drôme, en el distrito de Die y cantones de Crest-Nord y Crest-Sud.

## Demografía
| 6207 | 7140 | 7519 | 7518 | 7583 | 7739 |
| Para los censos de 1962 a 1999 la población legal corresponde a la población sin duplicidades (Fuente: INSEE [Consultar]) |      |      |      |      |      |

## Personas relacionadas
- Dris Chraibi, escritor.